# Suicideboys

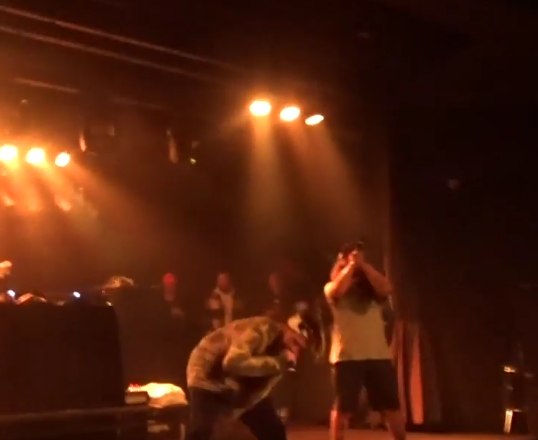

Suicideboys (estilizado como $uicideboy$) es un dúo estadounidense de hip hop formado el 10 de junio de 2014 en Nueva Orleans. Sus miembros son los raperos Scrim (Scott Acerneaux Jr.) y Ruby da Cherry (Aristos Norman Petrou) Son considerados como uno de los exponentes del indie hip hop.
Publicaron su primer álbum, I Want to Die in New Orleans, el 7 de septiembre de 2018, colocándose en el puesto 9 de la Billboard 200.

## Primeros años y formación
$crim (Scott Arceneaux Jr) nació un 11 de abril, de 1989 en Marrero, Luisiana. Inicialmente, Scott se inspiró en T-Pain y Lil Wayne para producir música, y compró su primer portátil para comenzar en su carrera como disc-jockey con el dinero que ganaba vendiendo drogas. Su pasión por el mundo del disc jockeying aumentó cuando comenzó a asistir a la Delgado Community College, donde fue contratado como DJ en fiestas. También trabajó vendiendo muebles usados, aunque lo despidieron debido a que se tatuó las manos después de tres años trabajando ahí.
Ruby da Cherry (Aristos Norman Petrou) nació un 22 de abril de 1990, en Metairie, Luisiana. Su madre era estadounidense, y su padre greco-chipriota. El interés de Aristos por la música comenzó cuando tenía siete años, y tocó el violín y la batería cuando tenía diez, por lo que, posteriormente, se unió a la banda musical de su escuela. Trabajó como camarero en el restaurante de su padre, y mantuvo este trabajo hasta 2015. Siguió incrementando su experiencia dentro del punk rock a medida que se unió a la banda Vapo-Rats como batería; de todas formas, desilusionado con la apatía que sus compañeros mostraban con respecto al futuro de la banda, Petrou salió de la misma con el fin de lograr una carrera dentro del hip-hop con su primo, Arceneaux.
Arceneaux y Petrou son primos, y por ello, mantuvieron una relación cercana a medida que crecían. Al darse cuenta de que ambos estaban interesados en tomarse en serio una carrera musical y de que ambos estaban insatisfechos con el rumbo que estaban llevando sus vidas, formaron el dúo conocido como “$uicideboy$”. Estos hicieron un pacto a los 25 y 24 años de edad, el cual consistía en suicidarse a los 30 años de edad en el caso de que su carrera musical no tuviera éxito.

## Carrera musical
El primer proyecto del dúo fue un EP de tres canciones llamado Kill Yourself Part I: The $uicide $aga. Fue publicado en junio de 2014 en SoundCloud y Bandcamp, logrando captar la atención por su colaboración con el conocido rapero indie Bones. En los siguientes meses, el dúo publicó nueve iteracciones de la saga Kill Yourself.
Tras varias EPs en las que colaboraron con el artista indie “Black Smurf”, su primer proyecto de larga duración llamado Gray/Grey fue publicado el 3 de marzo de 2015.
$uicideboy$ publicó también en 2015 el EP $outh $ide $uicide, que era una colaboración con otro rapero de Florida, Pouya, quien empujó al dúo a la escena del rap underground. En octubre de 2018, la EP consiguió más de 75 millones de reproducciones en SoundCloud. La primera aparición del dúo en listas de música mainstream se dio cuando publicaron Radical $uicide el verano de 2016. Esta EP de cinco canciones, compuestas por el productor de música EDM Getter, ascendió al puesto 17 en la “Billboard Rap charts” 
El 7 de septiembre de 2018 su debut I Want to Die in New Orleans fue publicado. En la cuenta oficial de Instagram del dúo, se publicó una declaración que decía lo siguiente: “Comenzamos a grabar este álbum en el comienzo de 2017. Inicialmente queríamos escribir sobre nuestras experiencias y expresar como nuestras vidas se habían vuelto ligeramente más extravagantes.”"
$uicideboy$ ha conseguido una gran base de fanáticos dentro de la escena del hip hop, en parte debido a que trataban temas apenas mencionados en el rap, como son el suicidio y la depresión. En octubre de 2018, su videoclip más visto en YouTube fue el de su canción Paris, que hoy día tiene casi 176 millones de visitas; Paris, es además su tercera canción con más reproducciones en su página de Spotify alcanzando las 360 millones de reproducciones. El dúo apareció en la lista "Billboard Dance's 15 Artists to Watch in 2017".
A finales de 2018, surgió un rumor que afirmaba que el dúo se había separado, debido a ciertos tuits que publicó Scrim, que estaban relacionados con problemas personales y no con la separación de $uicideboy$.
En mayo de 2019 el grupo silenció este rumor publicando su EP de 6 canciones, llamado Live Fast, Die Whenever en colaboración el batería de Blink-182, Travis Barker, y el guitarrista de Korn, James «Munky» Shaffer.
En noviembre de 2021, el dúo recibió su primer sencillo de platino de la RIAA, ya que su exitosa canción "... And to Those I Love, Thanks for Sticking Around" alcanzó el millón de ventas.
En julio de 2022, el tercer álbum de estudio y el proyecto número 47 del dúo, "Sing Me a Lullaby, My Sweet Temptation", su lista de canciones y versiones se anunciaron el 2 de junio de 2022 a través de una publicación de Instagram realizada por ambos.
El 27 de noviembre de 2022, el dúo junto con su compañero de G59, Germ, anunciaron DirtiestNastiest$uicide, una tercera y última incorporación a su trilogía DN$.  También anunciaron que la fecha de lanzamiento del EP sería el 16 de diciembre de 2022. El 1 de diciembre de 2022, lanzaron un sencillo para el próximo EP llamado "My Swisher Sweet, But My Sig Sauer".  El 16 de diciembre de 2022, el dúo lanzó oficialmente DirtiestNastiest$uicide a los servicios de transmisión y videos con letras en su YouTube.
El 13 de diciembre de 2022, el dúo anunció una gira europea del 6 al 26 de marzo de 2023. La gira contó con otros artistas, como Ski Mask the Slump God, y otros artistas de G59, como Germ, Shakewell  y Chetta.

### Otros proyectos
Además de su trabajo en $uicideboy$, Petrou y Arceneaux han ido publicando también solos y colaboraciones con otros artistas.
Antes de $uicideboy$, Arceneaux, era un aspirante de artista de hip-hop solitario, habiendo publicado varios mixtapes bajo el apodo de “$crim”. Algunos de ellos son Narcotics Anonymous, #DrugFlow2 y Patron Saint of Everything Totally Fucked, todos ellos posteados antes de la formación del dúo en 2014. Arceneaux también trabajó en casa como productor para Universal/Republic. Produjo varias canciones para diferentes artistas, de hecho, una de ellas consiguió ser comercialmente exitosa.Actualmente Scott ha sacado otros proyectos solistas como “A Man Rose From the Dead” en 2020 “Lonely Boy” de 2024 y el más reciente "via crucis" publicado el 18 de abril de 2025. 

Petrou publicó también dos mixtapes bajo el nombre de “Oddy Nuff da Snow Leopard”. Estos mixtapes fueron The Jefe Tape publicado en 2012 y Pluto en 2014. Pluto contiene la primera colaboración entre Arceneaux y Petrou en un proyecto comercial. Y no fue hasta 2023 que saco su proyecto solista “Tragic Love Songs to Study to”

### Controversias
$uicideboy$ ha recibido muchas críticas por parte de críticos de música mainstream por su frecuente imagen agresiva y ofensiva, esto es, su nombre, sus letras y sus comportamientos. Muchas de sus canciones contienen insinuaciones de Satanismo; de todas maneras, según lo que dijo Arceneaux en una entrevista con Adam Grandmaison, el empleo de una imagen satanista es simplemente una metonimia que representa los efectos negativos del dinero, las drogas y otros elementos capaces de manipular personas.
Arceneaux fue un adicto al opioide, y aseguró en su entrevista con Adam Grandmaison, en  “No Jumper”, que atraía a la gente en Craigslist para robarles y alimentar así su adicción. A pesar de que fue un adicto a la heroína, hidrocodona y oxicodona, entre otras, Arceneaux lleva estando completamente sobrio desde febrero de 2019. 
En septiembre de 2016, el DJ y productor discográfico canadiense, Deadmau5 acusó al dúo de infracción de derechos de autor por su canción “Antarctica”, del EP de 2016 Dark Side of the Clouds. La canción contiene partes de una canción de Deadmau5, “I Remember”. El DJ criticó al dúo por ello, diciendo que el grupo $uicideboy$ estaba publicando propiedad intelectual de otra gente sin permiso. La canción, que había logrado desde enero millones de reproducciones tanto en YouTube como en SoundCloud, fue quitada por $uicideboy$ en ambas plataformas, dejando por finalizado el problema.

## Estilo musical
La música de $uicideboy$ varía entre diferentes subgéneros de rap; mientras que algunas canciones tienen tonos de melancolía con letras que tratan sobre la depresión o el suicidio, otras son muy agresivas y tratan sobre violencia y contenido sexual. Algunas de sus canciones están basadas en la vida que tuvieron creciendo en Nueva Orleans, pues tienen canciones como Audubon, Tulane, Elysian Fields y St. Bernard, que reflejan las calles y barrios que influenciaron la vida de Arceneaux y Petrou.
Hay una influencia clara de Three 6 Mafia en gran parte de su música, incluso tienen varias canciones recientes que utilizan los samples de dicho grupo. Mientras que Three 6 Mafia ha mostrado  cierto rechazo por parte de algunos de sus pasados miembros, como Gangsta Boo, lo cierto es que ha sido bien recibido por otros, como Juicy J, fundador del grupo. Este ha apoyado públicamente a $uicideboy$, e incluso ha contado con ellos para producir sus mixtapes Highly Intoxicated and ShutDaF*kUp, en los que también participan autores como ASAP Rocky, Cardi B, Wiz Khalifa y XXXTentacion.
Como ya se ha mencionado antes, una gran parte de sus canciones tratan temas como la depresión y sus síntomas, en una perspectiva que no está muy presente en el hip hop mainstream. Arceneaux dijo en su entrevista con Mass Appeal, que “Mucha gente se lo toma como música emo o depresiva, o música negativa… simplemente es una conexión. Es terapia, mediante música”.
Sin contar a los productores invitados y al uso de bucles instrumentales comprados, la discografía de $uicideboy$ está producida en su totalidad por ellos mismos, principalmente por Arcenaux bajo su pseudónimo “Budd Dwyer”. Arceneaux ha producido pistas para muchos artistas, como Denzel Curry, Dash y Juicy J.

## Discografía

### Álbumes de estudio
| Título                                 | Detalles | Posiciones más altas | Posiciones más altas | Posiciones más altas | Posiciones más altas | Posiciones más altas | Posiciones más altas | Posiciones más altas | Posiciones más altas | Posiciones más altas | Ventas        |
| Título                                 | Detalles | EUA                  | AUS                  | BEL (FL)             | CAN                  | FIN                  | ALE                  | PB                   | NZ                   | SUI                  | Ventas        |
| -------------------------------------- | --- | -------------------- | -------------------- | -------------------- | -------------------- | -------------------- | -------------------- | -------------------- | -------------------- | -------------------- | ------------- |
| I Want to Die in New Orleans           | - Publicado: 7 de septiembre de 2018 - Sello: G*59 - Formato: Descarga digital, música en streaming, vinilo y casete. | 9                    | 10                   | 44                   | 26                   | 6                    | 89                   | 74                   | 15                   | 87                   | - EUA: 31 000 |
| Long Term Effects of SUFFERING         | Publicado el 13 de agosto del 2021 Sello: G*59                                                                        | 7                    | 18                   | 76                   | 26                   | 12                   | 61                   | —                    | 8                    | 29                   |               |
| SING ME A LULLABY, MY SWEET TEMPTATION | Publicado el 29 de julio del 2022 Sello: G*59                                                                         | 7                    | 42                   | 158                  | 26                   | 14                   | 47                   | —                    | 6                    | 51                   |               |

### Álbumes recopilatorios
| Título                                                          | Detalles                                         | Posiciones más altas | Posiciones más altas |
| Título                                                          | Detalles                                         | FIN                  | US Heat              |
| --------------------------------------------------------------- | ------------------------------------------------ | -------------------- | -------------------- |
| Songsthatwewontgetsuedforbutattheendofthedayweallgonnadieanyway | - Formato: Descarga digital, música en streaming | 21                   | 23                   |

### EPs en las listas de éxitos
| Title                               | Details                                                                                     | Peak chart positions | Peak chart positions | Peak chart positions | Peak chart positions | Peak chart positions | Peak chart positions | Peak chart positions |
| Title                               | Details                                                                                     | US                   | US R&B/HH            | US Ind.              | US Heat              | CAN                  | FIN                  | NZ                   |
| ----------------------------------- | ------------------------------------------------------------------------------------------- | -------------------- | -------------------- | -------------------- | -------------------- | -------------------- | -------------------- | -------------------- |
| Radical Suicide (with Getter)       | - Publicado: 22 de julio de 2016 - Sello: G*59 - Formato: Descarga digital, Str - streaming | —                    | 17                   | 20                   | 5                    | —                    | —                    | —                    |
| DirtiestNastiest$uicide (with Germ) | - Publicado: 19 de diciembre del 2022 - Sello: G*59 - Formato: Descarga Digital, Streaming  | 54                   | 21                   | 6                    | —                    | 94                   | 30                   | 33                   |
| Shameless $uicide (with Shakewell)  | - Publicado: 24 de febrero del 2023 - Label: G*59 - Formato, Descarga Digital, Streaming    | 50                   | 25                   | 10                   | —                    | —                    | 39                   | 39                   |

### Otros EP
2014
- Kill Your$elf Part I: The $uicide $aga
- Kill Your$elf Part II: The Black $uede $aga
- Kill Your$elf Part III: The Budd Dwyer $aga
- Kill Your$elf Part IV: The Trill Clinton $aga
- Kill Your$elf Part V: The Fuck Bitche$, Get Death $aga
- Kill Your$elf Part VI: The T$unami $aga
- Kill Your$elf Part VII: The Fuck God $aga

2015
- Kill Your$elf Part VIII: The $eppuku $aga
- Kill Your$elf Part IX: The $oul$eek $aga
- Kill Your$elf Part X: The Re$urrection $aga
- Black $uicide (w/ Black Smurf)
- Black $uicide Side B: $uicide Hustle (w/ Black Smurf)
- G.R.E.Y.G.O.D.S. (w/ Ramirez)
- Grey Sheep
- I No Longer Fear the Razor Guarding My Heel
- Black $uicide Side C: The Seventh Seal (w/ Black Smurf)
- $outh $ide $uicide (w/ Pouya)
- I No Longer Fear the Razor Guarding My Heel (II)
- G.R.E.Y.G.O.D.S.I.I. (w/ Ramirez)

2016
- DIRTYNASTY$UICIDE (w/ Germ)
- Grey Sheep II
- Radical $uicide (w/ Getter)
- I No Longer Fear the Razor Guarding My Heel (III)

2017
- DIRTIERNASTIER$UICIDE (w/ Germ)
- Kill Yourself Part XI: The Kingdom Come Saga
- Kill Yourself Part XII: The Dark Glacier Saga
- Kill Yourself Part XIII: The Atlantis Saga
- Kill Yourself Part XIV: The Vulture Saga
- Kill Yourself Part XV: The Coast of Ashes Saga
- Kill Yourself Part XVI: The Faded Stains Saga
- Kill Yourself Part XVII: The Suburban Sacrifice Saga
- Kill Yourself Part XVIII: The Fall of Idols Saga
- Kill Yourself Part XIX: The Deep End Saga
- Kill Yourself Part XX: The Infinity Saga

2019
- Live Fast, Die Whenever (w/MUNKY - Travis Barker

2022
- DIRTIESTNASTIEST$UICIDE (w/Germ)

2023
- SHAMELESS $UICIDE (w/Shakewell)
- YIN YANG TAPES: SPRING SEASON (1989-1990)
- YIN YANG TAPES: SUMMER SEASON (1989-1990)
- YIN YANG TAPES: FALL SEASON (1989-1990)
- YIN YANG TAPES: WINTER SEASON (1989-1990)
- I No Longer Fear The Razor Guarding My Heel (V)

### Álbumes de estudio
2018
- I Want to Die in New Orleans

2021
- Long Term Effects of SUFFERING

2022
- SING ME A LULLABY, MY SWEET TEMPTATION

2024
•New World Depression
2025
• THY KINGDOM COME 

### Mixtapes
2015
- Gray/Grey
- 7th or St. Tammany
- YUNGDEATHLILLIFE
- High Tide in the Snake's Nest
- My Liver Will Handle What My Heart Can't
- Now the Moon's Rising

2016
- Dark Side of the Clouds
- Eternal Grey

2020
- Stop Starring At the Shadows

### Sencillos
| Título                                               | Año  | Posiciones | Posiciones | Posiciones | Posiciones | Posiciones | Certificaciones  | Álbum                                         |
| Título                                               | Año  | EUA Bub.   | US R&B/HH  | FIN Stream | NZ Hot     | WW         | Certificaciones  | Álbum                                         |
| ---------------------------------------------------- | ---- | ---------- | ---------- | ---------- | ---------- | ---------- | ---------------- | --------------------------------------------- |
| "Runnin' Thru the 7th with My Woadies"               | 2015 | —          | —          | —          | —          | —          | - RIAA: Gold     | $outh $ide $uicide                            |
| "Kill Yourself (Part III)"                           | 2015 | —          | —          | —          | —          | —          | - RIAA: Gold     | My Liver Will Handle What My Heart Can't      |
| "Fuckthepopulation"                                  | 2015 | —          | —          | —          | —          | —          |                  | My Liver Will Handle What My Heart Can't      |
| "Paris"                                              | 2015 | —          | —          | —          | —          | —          | - RIAA: Gold     | Now The Moon's Rising                         |
| "Kill Yourself (Part IV)"                            | 2016 | —          | —          | —          | —          | —          |                  |                                               |
| "For the Last Time"                                  | 2017 | —          | —          | —          | —          | —          |                  | Kill Yourself Part XX: The Infinity Saga      |
| "2nd Hand"                                           | 2017 | —          | —          | —          | —          | —          | - RIAA: Gold     | Kill Yourself Part XII: The Dark Glacier Saga |
| "Fuckallofyou2k18"                                   | 2018 | —          | —          | —          | —          | —          |                  |                                               |
| "Either Hated or Ignored"                            | 2018 | —          | —          | —          | —          | —          |                  |                                               |
| "Carrollton"                                         | 2018 | —          | —          | —          | —          | —          | - RIAA: Gold     | I Want to Die in New Orleans                  |
| "Meet Mr. Niceguy"                                   | 2018 | —          | —          | 32         | —          | —          |                  | I Want to Die in New Orleans                  |
| "Hung Up on the Come Up"                             | 2018 | —          | —          | —          | —          | —          |                  |                                               |
| "Scrape"                                             | 2018 | —          | —          | —          | —          | —          |                  |                                               |
| "Nothingleftnothingleft"                             | 2019 | —          | —          | —          | —          | —          |                  | Live Fast, Die Whenever                       |
| "Aliens Are Ghosts"                                  | 2019 | —          | —          | —          | —          | —          |                  | Live Fast, Die Whenever                       |
| "Scope Set"                                          | 2019 | —          | —          | —          | —          | —          |                  | Stop Staring at the Shadows                   |
| "Fuck Your Culture"                                  | 2019 | —          | —          | —          | —          | —          |                  | Stop Staring at the Shadows                   |
| "...And to Those I Love, Thanks for Sticking Around" | 2020 | 5          | 46         | —          | 35         | 128        | - RIAA: Platinum | Stop Staring at the Shadows                   |
| "New Profile Pic"                                    | 2021 | —          | —          | —          | —          | —          |                  | Long Term Effects of Suffering                |
| "Avalon"                                             | 2021 | —          | —          | —          | —          | —          |                  | Long Term Effects of Suffering                |
| "Materialism as a Means to an End"                   | 2021 | —          | —          | —          | —          | —          |                  | Long Term Effects of Suffering                |
| "The Evil That Men Do"                               | 2022 | —          | —          | —          | 17         | —          |                  | Sing Me a Lullaby, My Sweet Temptation        |
| "Escape from Babylon"                                | 2022 | 22         | —          | —          | 13         | —          |                  | Sing Me a Lullaby, My Sweet Temptation        |
| "My Swisher Sweet, but My Sig Sauer" (with Germ)     | 2022 | 14         | —          | —          | 15         | —          |                  | DirtiestNastiest$uicide                       |
| "Big Shot Cream Soda" (with Shakewell)               | 2023 | 14         | —          | —          | 30         | —          |                  | Shameless $uicide                             |

===Otras canciones registradas===